# Rhinoclemmys nasuta
Rhinoclemmys nasuta là một loài rùa trong họ Emydidae. Loài này được Boulenger mô tả khoa học đầu tiên năm 1902.

## Hình ảnh

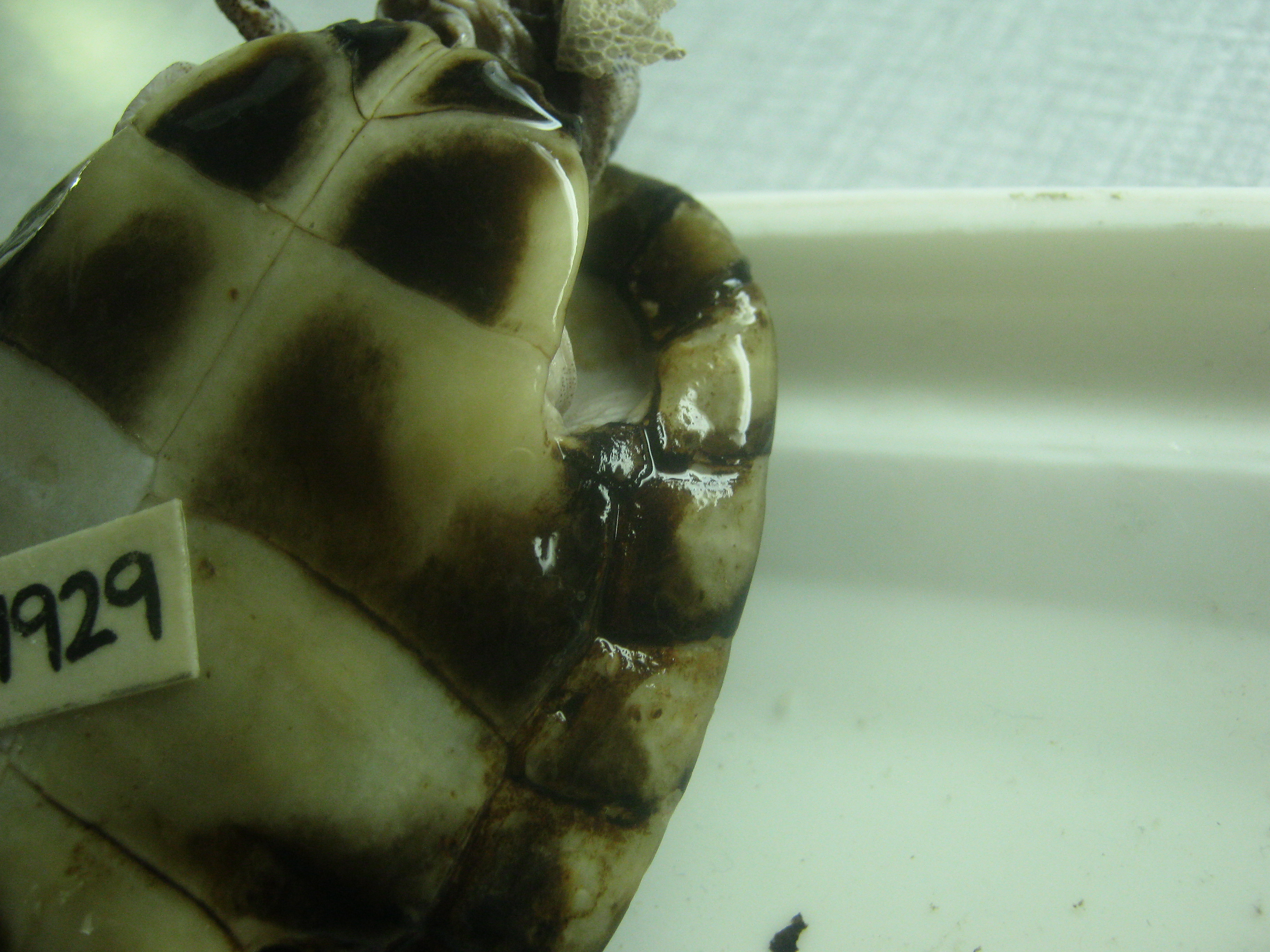